# Jambardi, Sakleshpur
Jambardi là một làng thuộc tehsil Sakleshpur, huyện Hassan, bang Karnataka, Ấn Độ.